# Illésházy Zsófia
Illésházi Illésházy Zsófia Katalin (Pozsony, 1547 - Galánta, 1599. március 12.) Illésházy Tamás leánya, Esterházy Ferenc pozsonyi alispán felesége, Gróf Illésházy István nádor (1541 - 1609) testvére. Ő az egyetlen megrendíthetetlen bizonyítéka az Esterházy-Illésházy rokonságnak.

## Élete
1547-ben született Illésházy Tamás hatodik és kismagyari Földes Zsófia (1528 - 1547) második gyermekeként. Édesapját első felesége, csebi Pogány Anna özvegyen hagyta, így Zsófia már második feleségétől született. 1566-ban ment feleségül galántai Báró Esterházy Ferenchez (1533 - 1606), akitől 13 gyermeke született. 1599-ben halt meg Galántán, az egyik Esterházy birtokon.

### Családja
Férjétől 13 gyermeke született:
- Magdolna (Galánta, 1567. január 26. - Madocsán, 1616. szeptember 1.), férje felsőkubini és nagyolaszi Kubinyi László
- Ferenc (Galánta, 1568. július 18. - ?/1576 előtt/), fiatalon elhunyt
- Tamás (Galánta, 1570. május 8. - Galánta, 1615)
- István (Galánta, 1572. március 4. - Mezőkeresztes, 1609. október 26.), a török elleni harcban esett el
- János (Galánta, 1574 - ?), fiatalon elhunyt
- Ferenc (Galánta, 1576 - ?), fiatalon elhunyt
- Farkas (Galánta, 1577 - Madocsán, 1643. augusztus 25.)
- Zsófia (Galánta, 1578. október 29. - Trebosztó, 1620. május 7.) férje révai és trebosztói Révay Márton turóci alispán
- Gábor (Galánta, 1580. október 8. - 1626. december 28.), báró, első felesége divékújfalusi Ujfalussy Anna (? - 1618), második felesége szerdahelyi Báró Dersffy Mária (1599 - 1641)
- Miklós (Galánta, 1583. április 8. – Nagyhöflány, 1645. szeptember 11.), gróf, nádor, a fraknói ág alapítója, első felesége szerdahelyi Báró Dersffy Orsolya (1583 - 1619), második felesége bedegi Báró Nyáry Krisztina (1604 - 1641)
- Dániel (Galánta, 1585. július 26. – Sempte, 1654. június 14.), báró, nádorjelölt, királyi tanácsos, a cseszneki ág alapítója, felesége rumi és rábadoroszlói Rumy Judit (1606 -  1663)
- Pál (Galánta, 1587. február 1. - Érsekújvár, 1645. január 17.), báró, a zólyomi ág alapítója, első felesége nagykárolyi Gróf Károlyi Zsuzsanna (1590 - 1621), második felesége lósi és hédervári Gróf Viczay Éva (? - 1651)
- Anna (Galánta, 1590. május 22. - 1638), férje kiskéri Gróf Kéry János

## Fontossága
Az Illésházy család eredetét illetően eltérő lehetőségek adottak. Illésházy Zsófia az egyetlen biztos pont arra, hogy az Esterházy család és az Illésházy család rokonságban álltak egymással.